# Sergej Nekrasov
Sergej Vladimirovič Nekrasov (in russo Сергей Владимирович Некрасов?; Mosca, 29 gennaio 1973) è un ex calciatore russo, di ruolo difensore.

## Carriera

### Club
Durante la sua carriera ha giocato principalmente con la Dinamo Mosca, con cui conta 195 presenze e 16 gol.

### Nazionale
Il 18 novembre 1998 ha ottenuto la sua unica presenza in nazionale, in una partita contro il Brasile.

## Statistiche

### Cronologia presenze e reti in Nazionale
| Cronologia completa delle presenze e delle reti in nazionale ― Russia | Cronologia completa delle presenze e delle reti in nazionale ― Russia | Cronologia completa delle presenze e delle reti in nazionale ― Russia | Cronologia completa delle presenze e delle reti in nazionale ― Russia | Cronologia completa delle presenze e delle reti in nazionale ― Russia | Cronologia completa delle presenze e delle reti in nazionale ― Russia | Cronologia completa delle presenze e delle reti in nazionale ― Russia | Cronologia completa delle presenze e delle reti in nazionale ― Russia |
| Data                                                                  | Città                                                                 | In casa                                                               | Risultato                                                             | Ospiti                                                                | Competizione                                                          | Reti                                                                  | Note                                                                  |
| --------------------------------------------------------------------- | --------------------------------------------------------------------- | --------------------------------------------------------------------- | --------------------------------------------------------------------- | --------------------------------------------------------------------- | --------------------------------------------------------------------- | --------------------------------------------------------------------- | --------------------------------------------------------------------- |
| 18-11-1998                                                            | Fortaleza                                                             | Brasile                                                               | 5 – 1                                                                 | Russia                                                                | Amichevole                                                            | -                                                                     |                                                                       |
| Totale                                                                |                                                                       | Presenze                                                              | 1                                                                     |                                                                       | Reti                                                                  | 0                                                                     |                                                                       |